# Kliszeniszki
Kliszeniszki – dawny folwark, obecnie uroczysko. Tereny na których był położony, leżą obecnie na Litwie, w okręgu uciańskim, w rejonie jezioroskim, w starostwie Turmont.

## Historia
W czasach zaborów w granicach Imperium Rosyjskiego.
W dwudziestoleciu międzywojennym folwark leżał w Polsce, w województwie nowogródzkim (od 1926 w województwie wileńskim), w powiecie brasławskim, w gminie Smołwy.
Według Powszechnego Spisu Ludności z 1921 roku zamieszkiwały tu 42 osoby, 34 były wyznania rzymskokatolickiego, 1 prawosławnego, a 7 staroobrzędowego. Jednocześnie 35 mieszkańców zadeklarowało polską przynależność narodową, a 7 inną. Było tu 5 budynków mieszkalnych. W 1931 w 5 domach zamieszkiwało 39 osób.
Wierni należeli do parafii rzymskokatolickiej w Tylży i prawosławnej w Dryświatach. Miejscowość podlegała pod Sąd Grodzki w m. Turmont i Okręgowy w Wilnie; właściwy urząd pocztowy mieścił się w m. Turmont.